# П'єр Жонкер д'Оріола
П'єр Жонкер д'Оріола (фр. Pierre Jonquères d'Oriola, 1 лютого 1920 — 19 липня 2011) — французький вершник.
Олімпійський чемпіон 1952 (індивідуальний конкур), 1964 (індивідуальний конкур) років, срібний призер 1964 (командний конкур), 1968 (командний конкур) років.
Чемпіон світу з конкуру 1966 року в індивідуальному конкурі, срібний призер 1954 року в індивідуальному конкурі, бронзовий призер 1953 року в індивідуальному конкурі.
Срібний призер чемпіонату Європи з конкуру 1959 року в індивідуальному конкурі.